# Дулі Вілсон
Артур «Дулі» Вілсон (англ. Arthur "Dooley" Wilson; 3 квітня 1886 — 30 травня 1953 ) —  американський актор і співак.

## Біографія
Вілсон народився в містечку  Тайлер, штат Техас. Точна дата його народження невідома, але на могилі Вілсона в якості дати вказано 3 квітня 1886 рік. Вілсон грав у афроамериканських театрах Чикаго і Нью-Йорка з 1908 по 1930-ті, в 1920-тих також грав на  ударних інструментах в музичному ансамблі. Близько 1908 року він отримав прізвисько Дулі — на честь ірландської пісні «Містер Дулі», виконання якої було фірмовим номером Вілсона в ті роки.
Вілсон потрапив на  Бродвей, де був помічений в ролі Маленького Джо в мюзиклі «Хатина на небесах» (сезон 1940–1941). Він був запрошений студією «Warner Brothers» на роль тапера Сема в класичному фільмі « Касабланка» (1942). Ця роль принесла Вілсону широку популярність і стала його візитною карткою. Всього він зіграв приблизно в двох десятках фільмах, а також продовжував брати участь в бродвейських театральних постановках.

## Фільмографія
- On Our Selection  (1920)
- Keep Punching  (1939) — Baron Skinner
- Моя улюблена блондинка  (1942) — Porter
- Візьми лист, мила  (1942) — Moses
- Night in New Orleans  (1942) — Shadrach Jones
- Каїр  (1942) — Гектор
- Касабланка  (1942) — Сем
- Два квитки в Лондон  (1943) — акордеоніст
- Дощова погода  (1943) — Гейб Такер
- Вище і вище  (1943) — Оскар
- Сім днів на березі  (1944) — Джейсон
- Triple Threat  (1948) — Porter (не вказано в титрах)
- Racing Luck  (1948) — Ейб
- Стукайте в будь-які двері  (1949) — піаніст (не вказано в титрах)
- Приходь до стайні  (1949) — Ентоні Джеймс
- Free for All  (1949) — Арістотель
- Tell It to the Judge  (1949) — Pullman Porter (не вказано в титрах)
- Do Not її чоловік  (1950) — Waiter on Train (не вказано в титрах)
- Father Is a Bachelor  (1950) — Blue (не вказано в титрах)
- The Beulah Show  (1951, серіал) — Білл Джексон
- Passage West  (1951) — Rainbow (остання роль в кіно)